# HARG療法
HARG療法（ハーグりょうほう）とは、Hair Re-generative theraphy（毛髪再生医療）の頭文字をとって名づけられたもので、脱毛症の治療法の一つである。
HARG療法は、頭皮下に直接幹細胞から抽出した成長因子と成長に必要なビタミン、アミノ酸を混合したHARGカクテルを注入することで毛周期を正常なサイクルに戻し、発毛を促す。

## HARGカクテル
HARGカクテルは成長因子AAPEと、個人の症状に合わせた毛髪再生に必要な各種栄養素を混合したものである。
成長因子AAPE(Advanced Adipose-derived stem cell Protein Extract：幹細胞抽出増殖因子蛋白質) は、脂肪幹細胞から抽出されたもので、 150種類以上のサイトカイン（cytokine）が含まれる。
AAPEは発毛に必要な、毛母細胞を直接刺激するKGF（Keratinocyte growth factor）など、様々な役割を持った成長因子が含まれている。
AAPEはアレルギー起因物質を含まない。
各種栄養素はビタミン（B,H,C,E)や蛋白質、アミノ酸成分（システイン）を混合したものである。

## HARGカクテル注入方法
薬剤注入にはパピュール法、フラクショナルレーザー法、ナパージュ法、ダーマローラー法を用い、皮と真皮の間に有効成分を浸透させる。